# إضراب الأطباء البوليفيين 2021
إضراب الأطباء البوليفيين 2021 هو إضراب من قبل الأطباء البوليفيين في عام 2021، كما هو احتجاجات حاشدة واحتجاجات غير عنيفة يقودها الأطباء في جميع أنحاء البلاد في بوليفيا ابتداءً من 29 يناير في لاباز وامتدت إلى المقاطعات الشرقية احتجاجًا على نقص الأكسجين، والمطالبة بإغلاق أكثر صرامة في بوتوسي والمطالبة بتحسين ظروف العاملين في مجال الرعاية الصحية. أطلقوا حملتهم في لاباز، وبلغت ذروتها في موجة إضراب امتدت إلى سانتا كروز، حيث أطلقت الشرطة الغاز المسيل للدموع على المتظاهرين الذين يطالبون بفرض قيود أكثر صرامة على كوفيد 19 وسط تفشي الجائحة في البلاد وزيادة عدد الحالات على الرغم من انهيار نظام الرعاية الصحية. احتشد المتظاهرون في المدن الكبيرة بأعداد كبيرة وطالبوا الحكومة بتكثيف الإجراءات. ردت الشرطة بالغاز المسيل للدموع وسط وحشية من الشرطة، وقدمت الحكومة تنازلات، وأرسلت المزيد من المواد إلى المستشفيات والمدارس. نزلت بعض الممرضات إلى الشوارع في 20 فبراير للاحتجاج على قانون الطوارئ الصحية الجديد. تمت تلبية واحد من مطالبهم الثلاثة الرئيسية مع الحكومة لكن المطلبين الآخرين أخفقا في التوصل إلى اتفاق.